# قرنبى شبه مشرشر
قرنبى شبه مشرشر (الاسم العلمي:Cerambyx subserratus) هو نوع من الحشرات يتبع جنس القرنبى من فصيلة الخنافس الطويلة القرون.